# نادي أنصار جباليا
نادي أنصار جباليا هو نادي رياضي فلسطيني سابق في كرة القدم وكان يشارك في دوري قطاع غزة الدرجة الرابعة ولكن مع إلغاء البطولة لم يعد موجود في المشاركات المحلية في قطاع غزة ، وهو نادي من محافظة شمال غزة من مدينة جباليا.

## مشاركات سابقة
- دوري قطاع غزة الدرجة الرابعة
- كأس بيبسي لقطاع غزة 2013